# Lophocebus opdenboschi
Lophocebus opdenboschi (лат.) — вид обезьян из семейства мартышковых, один из видов рода Бородатые мангобеи. Ранее считался подвидом чёрного мангобея. Встречается в Демократической республике Конго. В сравнении с родственными видами отличается коротким хохолком и густой чёрной шерстью на щеках. Населяет несколько галерейных лесов на юге Конго/ Международный союз охраны природы присвоил этому виду охранный статус "Уязвимый". Размер популяции неизвестен. Считается, что вид может быть чувствителен к разрушению среды обитания. Ареал составляет около 130 тыс. км2. Ареал сократился на величину около 4 % за период с 2001 по 2016 год.